# Iphone SE (2022)
Tredje generationens Iphone SE (i marknadsföringssammanhang skrivet iPhone SE) (även känd som Iphone SE 3 eller Iphone SE 2022) är en smartmobil som har designats och utvecklats av Apple Inc. Den ingår i den 15:e generationen av Iphone, tillsammans med modellerna Iphone 13/13 Mini och Iphone 13 Pro/13 Pro Max. Apple tillkännagav tredje generationens Iphone SE den 8 mars 2022, som efterträdde andra generationens Iphone SE. Förbeställningarna började den 11 mars 2022 och telefonen släpptes därefter den 18 mars 2022. Den släpptes i Sverige med ett startpris på 5 695 kronor.
Tredje generationens Iphone SE har samma mått och form som andra generationens Iphone SE. Den har en design lik den på Iphone 8 och interna hårdvarukomponenter lika de på Iphone 13-serien, inklusive A15 Bionic-chippet och 5G-anslutning.

## Design
Iphone SE har en ram i aluminium och en fram- och baksida i glas. Den har samma storlek och mått som Iphone 8 och är identisk till det yttre, med undantag för en centrerad Apple-logotyp och borttagandet av Iphone-märket i den nedre delen.
Iphone SE finns i tre färger: midnatt, stjärnglans och en Product Red-utgåva. Midnatt och stjärnglans ersätter svart respektive vit. Färgen Product Red är mörkare än motsvarigheten på föregångaren. Färgvalen motsvarar de som finns på Iphone 13.

## Specifikationer

### Hårdvara
Iphone SE innehåller Apples A15 Bionic-arkitektur (5 nanometer) som är ett system-on-a-chip (SoC) med en integrerad rörelseprocessor och femte generationens neurala motor. Den finns tillgänglig i tre olika konfigurationer för intern lagring: Den har fyra gigabyte (GB) RAM, vilket är en ökning jämfört med andra generationens modell med tre GB RAM. Tredje generationens Iphone SE har samma IP67-klassning för damm- och vattentålighet som sin föregångare. Telefonen saknar Ultra Wideband-funktionerna som möjliggörs av U1-chippet som finns i Iphone 13 och 13 Pro. Trots telefonens mindre storlek, vilket kan leda till ökad termisk strypning, körs SE:s A15-SoC på samma toppfrekvenser som chipet för Iphone 13 och 13 Pro. Precis som dess föregångare behåller tredje generationens Iphone SE en hemknapp men saknar, liksom dess föregångare, ett 3,5 mm stereohörlursuttag. 

### Skärm
Iphone SE har samma HD Retina-skärm som föregångaren, med IPS-teknik med True Tone och bred färgskala (Display P3). Skärmen har en upplösning på 1334 × 750 pixlar, precis som de tidigare Iphone-modellerna på 120 mm (4,7 tum). Pixeltätheten är 326 PPI, samma som på alla Iphone-modeller med LCD-skärmar sedan införandet av Retina-skärmen på Iphone 4, med undantag för Plus-modellerna. Den kan spela upp HDR10- och Dolby Vision-innehåll trots att den inte har en HDR-kompatibel skärm, vilket görs genom att HDR-innehållet nedkonverteras så att det passar skärmen samtidigt som det fortfarande har vissa förbättringar av dynamiskt omfång, kontrast och bred färgskala jämfört med standardinnehåll.

### Kamera
Iphone SE har en bakre 12 megapixel-kamera med en enda lins, som liknar kamerasystemet med en enda lins i föregångaren, som kan spela in 4K-video med 24, 25, 30 eller 60 bilder per sekund (FPS), 1080p HD-video med 25, 30 eller 60 FPS eller 720p HD-video med 30 FPS. Kameran har en bländare på ƒ/1,8, autofokus, optisk bildstabilisering och en fyrdubbel LED True Tone-blixt. Telefonen kan också ta panoramabilder på upp till 63 MP och ta bilder i burst-läge. Frontkameran är 7 MP med en bländare på ƒ/2.2 och autofokus, och kan filma 1080p HD-video med 25 eller 30 FPS och slowmotionvideo med 120 FPS.
Tredje generationens SE lägger till flera kamerafunktioner som möjliggörs av A15 Bionic. Liksom Iphone 13 och 13 Pro har den bakre kameran stöd för Smart HDR 4. Den bakre kameran har också stöd för video med utökat dynamiskt omfång upp till 30 FPS, stereoinspelning och cinematisk videostabilisering. Både de främre och bakre kamerorna på Iphone SE stöder porträttläge och porträttbelysning. SE:s implementering av porträttläget har endast inbyggt stöd för bilder av människor, eftersom hårdvaran inte producerar djupkartor med hjälp av fokuspixlar utan istället förlitar sig på mjukvarubaserad maskininlärning. Liksom Iphone 13 och 13 Pro har porträttläget djupkontroll och en avancerad bokeh-effekt (suddig effekt av den ofokuserade bakgrunden runt porträttet). Tredje generationens SE har stöd för Deep Fusion och fotografiska stilar, men saknar stöd för vissa funktioner som nattläge och cinematiskt läge på grund av äldre sensorhårdvara. 

### Batteri
Den tredje generationen av Iphone SE har ett batteri på 2 018 milliamperetimmar (mAh), jämfört med 1 821 mAh i föregångaren. Enligt Apple möjliggör detta en videouppspelningstid offline på 15 timmar, jämfört med föregångarens 13 timmar. Detta gör att den kommer upp i samma nivå som den äldre, men dyrare, Iphone 12 Mini.

### Programvara
Iphone SE använder operativsystemet IOS. Den levererades med IOS 15.4 men går fortfarande att uppdatera till den nyaste versionen, IOS 18.1.